# Pachythelia grandiella
Pachythelia grandiella är en fjärilsart som beskrevs av Jean Baptiste Boisduval 1840. Pachythelia grandiella ingår i släktet Pachythelia och familjen säckspinnare. Inga underarter finns listade i Catalogue of Life.